# Cortevaix
Cortevaix est une commune française située dans le département de Saône-et-Loire, en région Bourgogne-Franche-Comté.
Le village de Cortevaix, situé dans le canton de Cluny, est réparti sur le bourg, les hameaux de Confrançon et de Mont.

## Géographie

### Communes limitrophes
Les communes limitrophes sont  Ameugny, Bonnay-Saint-Ythaire, Cormatin, Flagy, Malay et Salornay-sur-Guye.

### Climat
Pour des articles plus généraux, voir Climat de la Bourgogne-Franche-Comté et Climat de Saône-et-Loire.
En 2010, le climat de la commune est de type climat océanique dégradé des plaines du Centre et du Nord, selon une étude du Centre national de la recherche scientifique s'appuyant sur une série de données couvrant la période 1971-2000. En 2020, Météo-France publie une typologie des climats de la France métropolitaine dans laquelle la commune est dans une zone de transition entre le climat océanique altéré et le climat océanique altéré et est dans la région climatique Bourgogne, vallée de la Saône, caractérisée par un bon ensoleillement (1 900 h/an), un été chaud (18,5 °C), un air sec au printemps et en été et des vents faibles.
Pour la période 1971-2000, la température annuelle moyenne est de 11,3 °C, avec une amplitude thermique annuelle de 17,8 °C. Le cumul annuel moyen de précipitations est de 802 mm, avec 11,2 jours de précipitations en janvier et 7,2 jours en juillet. Pour la période 1991-2020, la température moyenne annuelle observée sur la station météorologique de Météo-France la plus proche, « Jalogny_sapc », sur la commune de Jalogny à 13 km à vol d'oiseau, est de 11,2 °C et le cumul annuel moyen de précipitations est de 873,4 mm. 
La température maximale relevée sur cette station est de 39,6 °C, atteinte le 12 août 2003 ; la température minimale est de −21,6 °C, atteinte le 17 janvier 1985,,.
Les paramètres climatiques de la commune ont été estimés pour le milieu du siècle (2041-2070) selon différents scénarios d'émission de gaz à effet de serre à partir des nouvelles projections climatiques de référence DRIAS-2020. Ils sont consultables sur un site dédié publié par Météo-France en novembre 2022.

## Urbanisme

### Typologie
Au 1er janvier 2024, Cortevaix est catégorisée commune rurale à habitat dispersé, selon la nouvelle grille communale de densité à sept niveaux définie par l'Insee en 2022.
Elle est située hors unité urbaine et hors attraction des villes,.

### Occupation des sols
L'occupation des sols de la commune, telle qu'elle ressort de la base de données européenne d’occupation biophysique des sols Corine Land Cover (CLC), est marquée par l'importance des territoires agricoles (75,4 % en 2018), en diminution par rapport à 1990 (79,5 %). La répartition détaillée en 2018 est la suivante : terres arables (38,2 %), prairies (37,2 %), forêts (16,8 %), zones urbanisées (4 %), milieux à végétation arbustive et/ou herbacée (3,8 %). L'évolution de l’occupation des sols de la commune et de ses infrastructures peut être observée sur les différentes représentations cartographiques du territoire : la carte de Cassini (XVIIIe siècle), la carte d'état-major (1820-1866) et les cartes ou photos aériennes de l'IGN pour la période actuelle (1950 à aujourd'hui).

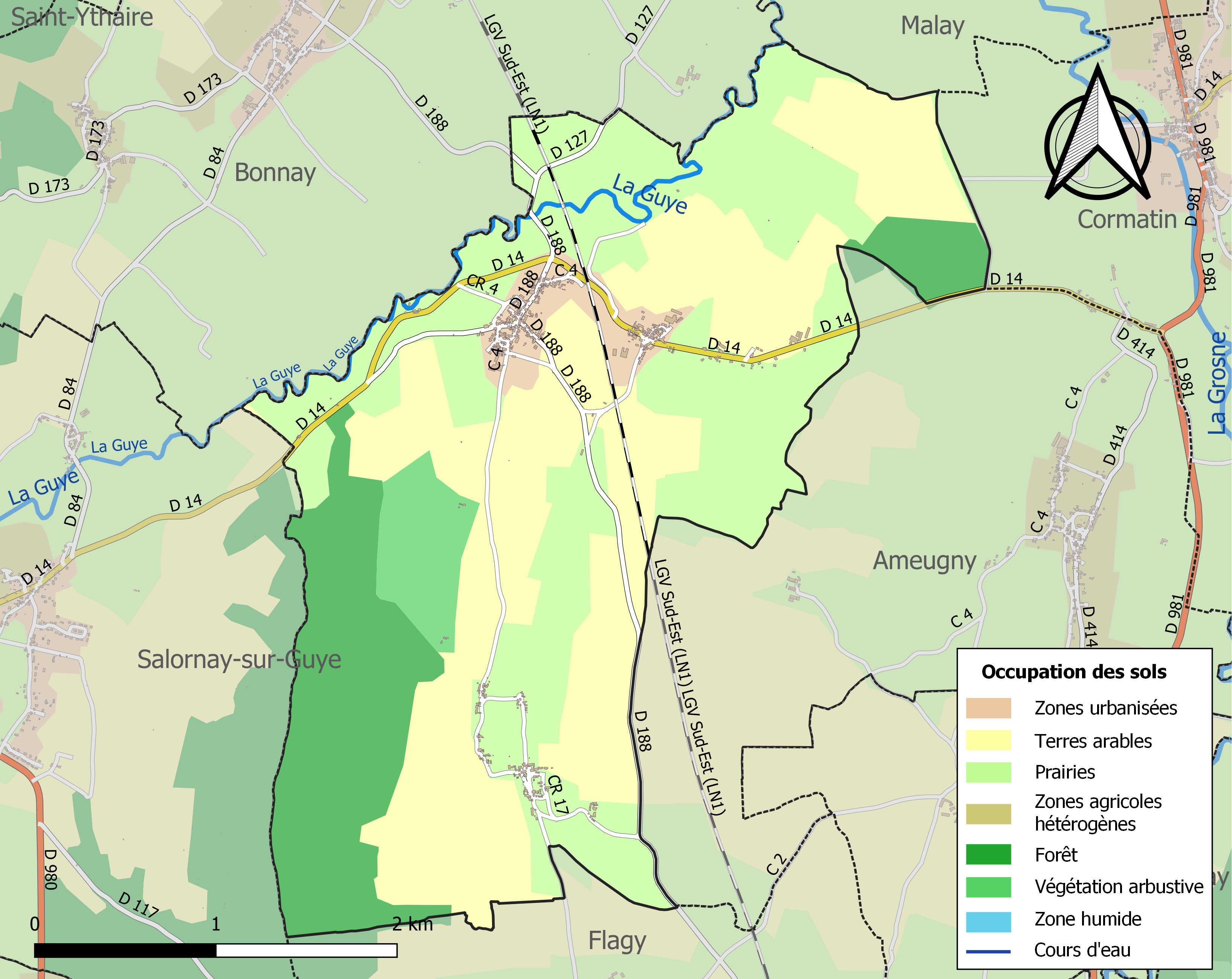
Carte des infrastructures et de l'occupation des sols de la commune en 2018 (CLC).

## Histoire
En 1810, un décret autorise le transfert du centre religieux de Confrançon à Cortevaix (l'église de Confrançon est en mauvais état, la population du bourg est en augmentation). Le grand projet de construction d'une église sur les ruines de l'ancien château féodal se met en place. Malheureusement la petite chapelle est démolie. Avec les pierres du château, la lave tirée par les habitants, un premier édifice est construit. Le 3 janvier 1811, l'abbé Moreau, curé de Saint-Gengoux, bénira par délégation de l'évêque le nouveau lieu de culte, dédié à saint Jean-Baptiste (comme l'ancienne chapelle). En 1834, la décision est prise de construire des collatéraux (le premier est achevé en 1837, le second en 1838).
Durant la Seconde Guerre Mondiale, à l'ouest du hameau de Mont, la Résistance formait un maquis localisé dans le « Bois des Brûlées ».

## Politique et administration
| Période                                  | Période        | Identité             | Étiquette | Qualité |
| ---------------------------------------- | -------------- | -------------------- | --------- | ------- |
| mars 2001                                | mars 2008      | Marie-Hélène Dutrion |           |         |
| mars 2008                                | mai 2013       | Michel Petit         |           |         |
| juin 2013                                | septembre 2013 | Michel Petit         |           |         |
| mars 2014                                | juin 2020      | Jean-Paul Blanc      |           |         |
| juin 2020                                | en cours       | Aymar de Camas       |           |         |
| Les données manquantes sont à compléter. |                |                      |           |         |

En 2013, à la suite d'une décision préfectorale, la commune de Cortevaix (et sa voisine Bonnay) doivent se détacher de la communauté de communes du Clunisois, afin d'être rattachées à celle du Mont Saint-Vincent. Élus et population ont refusé ce redécoupage de la carte intercommunale et le conseil municipal entier a démissionné par deux fois,.

## Démographie

Les vignobles du Mâconnais.

L'évolution du nombre d'habitants est connue à travers les recensements de la population effectués dans la commune depuis 1793. Pour les communes de moins de 10 000 habitants, une enquête de recensement portant sur toute la population est réalisée tous les cinq ans, les populations de référence des années intermédiaires étant quant à elles estimées par interpolation ou extrapolation. Pour la commune, le premier recensement exhaustif entrant dans le cadre du nouveau dispositif a été réalisé en 2008.

En 2022, la commune comptait 249 habitants, en évolution de −1,19 % par rapport à 2016 (Saône-et-Loire : −1,06 %, France hors Mayotte : +2,11 %).
| 1793 | 1800 | 1806 | 1821 | 1831 | 1836 | 1841 | 1846 | 1851 |
| ---- | ---- | ---- | ---- | ---- | ---- | ---- | ---- | ---- |
| 707  | 774  | 781  | 899  | 939  | 929  | 935  | 934  | 931  |

| 1856 | 1861 | 1866 | 1872 | 1876 | 1881 | 1886 | 1891 | 1896 |
| ---- | ---- | ---- | ---- | ---- | ---- | ---- | ---- | ---- |
| 920  | 909  | 872  | 825  | 797  | 769  | 750  | 665  | 618  |

| 1901 | 1906 | 1911 | 1921 | 1926 | 1931 | 1936 | 1946 | 1954 |
| ---- | ---- | ---- | ---- | ---- | ---- | ---- | ---- | ---- |
| 548  | 546  | 515  | 450  | 408  | 387  | 349  | 293  | 292  |

| 1962 | 1968 | 1975 | 1982 | 1990 | 1999 | 2006 | 2008 | 2013 |
| ---- | ---- | ---- | ---- | ---- | ---- | ---- | ---- | ---- |
| 276  | 251  | 242  | 211  | 202  | 242  | 259  | 264  | 255  |

| 2018 | 2022 | - | - | - | - | - | - | - |
| ---- | ---- | - | - | - | - | - | - | - |
| 252  | 249  | - | - | - | - | - | - | - |

## Culture locale et patrimoine

### Lieux et monuments
- Le château de Pommier.
- Les ruines du château de Cortevaix. En 1457-1460, on y construit une « lanterne » (tourelle) en bois pour deux guetteurs[24].
- Au hameau de Mont : le calvaire de Jean Daux, qui date de 1765 (la croix est incomplète)[25].
- L'église, sous le vocable de saint Jean-Baptiste, dans laquelle on peut observer l'une des deux cloches autrefois logées dans le clocher (remarquable par son ancienneté, puisqu'elle date de 1495)[26].
- À l'angle de la route de Flagy et de la rue de Zouky, une plaque commémore l'arrestation par les Allemands de deux résistants : « François DARGAUD et Théophile CHEVILLON / 2 victimes 20 ans / de la barbarie nazie / 17 janvier 1944 ».

### Personnalités liées à la commune

#### Au hameau de Mont
Le 17 janvier 1944, deux résistants sont arrêtés par des Allemands. Il s'agissait de François Dargaud, et Théophile Chevillon, tous deux déportés et morts au camp de Mauthausen (Autriche).

### Héraldique
| Blason de Cortevaix | Blason  | De gueules au chevron d'argent accompagné en chef de deux huchets adossés d'or et d'une étoile du même en pointe. |
| Blason de Cortevaix | Détails | Le statut officiel du blason reste à déterminer.                                                                  |

## Pour approfondir